# Плачи, земљо
Плачи, земљо је дванаести албум Драгане Мирковић, издат је 1995. године.
За овај албум ПГП-РТС је издао само плочу и касету, док је CD издат тек наредне године, издала га је Даниел Естрада у копродукцији са ПГП-ом. И ако је издат у новембру, следећег месеца на радију „Пинк” песма „Плачи, земљо” била је проглашена за хит године, што је говорило да је Драгана и даље на самом врху. Први пут се на албуму појавио и дует, у питању је „Дивља девојка” који је снимила са Нином. И на овом албуму појавила се песма у рок фазону, „Волела бих да те видим”, коју су урадили Весна Петковић и Злаја, а Драгана се за потребе спота за поменуту песму поново увукла у кожњак и играла око „Harley-Davidson-а”, слајд из спота узет је као омот албума. Хусеин Алијевић, фронтмен групе Beat Street и за овај албум урадио је једну песму у денс фазону „Ослободи ме” која је постала популарна код млађе публике. Поред наведених песама, издвојиле су се иː „И у добру и у злу”, „Врати ми се ти”, „Један живот је” и „Узео си моја јутра”.

## Списак песама
1. Плачи, земљо 
(З. Тимотић - В. Петковић)
2. И у добру и у злу 
(П. Здравковић - Р. Паић)
3. Врати ми се ти 
(П. Здравковић - Р. Паић)
4. Ослободи ме 
(Х. Алијевић)
5. Један живот је 
(П. Здравковић - Р. Пајић)
6. Зато ми је жао 
(З. Тимотић - Вања)
7. Стани, сузо, стани 
(П. Здравковић - Вања)
8. Све ме на тебе подсећа 
(З. Тимотић - В. Петковић)
9. Још увек те лудо волим 
(З. Тимотић - Р. Паић)
10. Волела бих да те видим 
(З. Тимотић - В. Петковић)
11. Узео си моја јутра 
(П. Здравковић - Миланко)
12. Дивља девојка 
(Традиционал - В. Петковић)

12. песма, дует са: Нином

Аранжмани: Перица Здравковић, Златко Тимотић Злаја, Дејан Абадић